# Lions Bergamo
La società Lions Bergamo American Football Team è la squadra di football americano di Bergamo. È una delle squadre più titolate d'Italia, avendo vinto il Superbowl italiano per tredici volte. Fondata nel 1983 da Remo Carretta, che ne è stato il primo presidente.
Dopo aver vinto il campionato LeNAF/A2 nella stagione 2011, è tornata nel 2012 a far parte del massimo torneo italiano, la IFL/A1.
Nella stagione 2013 la società bergamasca ha deciso di partecipare al campionato LeNAF/A2 arrivando alla finale, poi persa contro i Grizzlies Roma, per poi tornare nuovamente in IFL nella stagione 2014.

## Galleria d'immagini

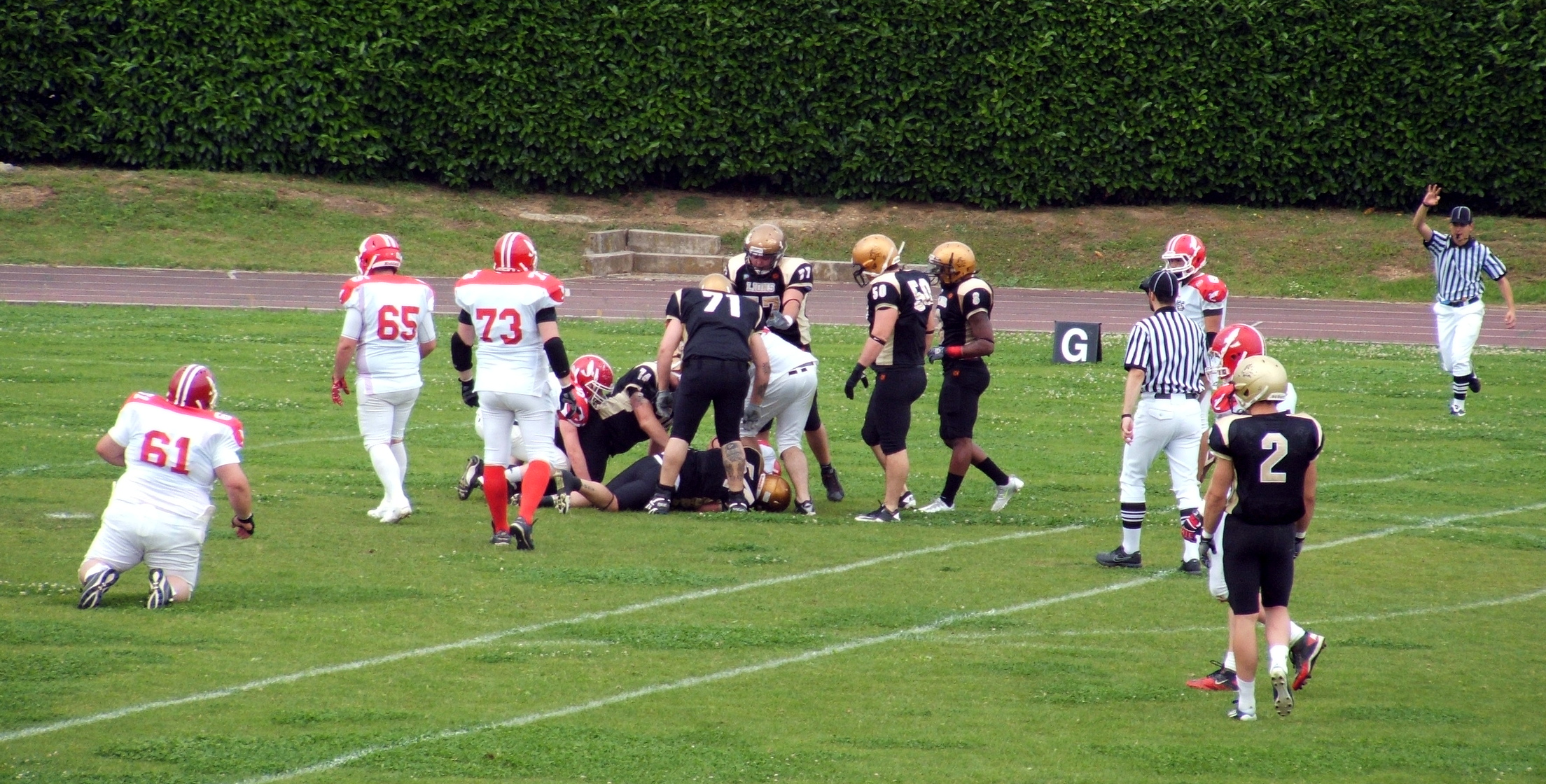
Stagione 2012: Lions Bergamo contro Doves Bologna
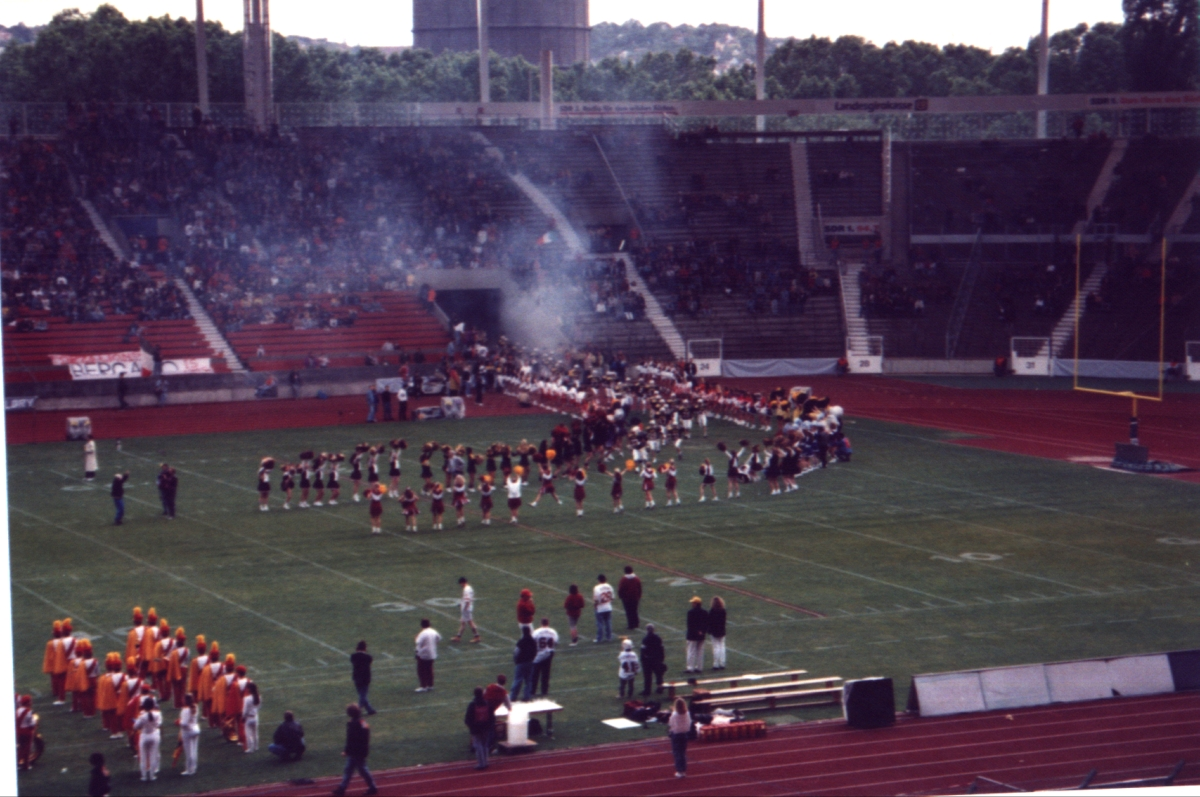
L'ingresso in campo all'Eurobowl 1994
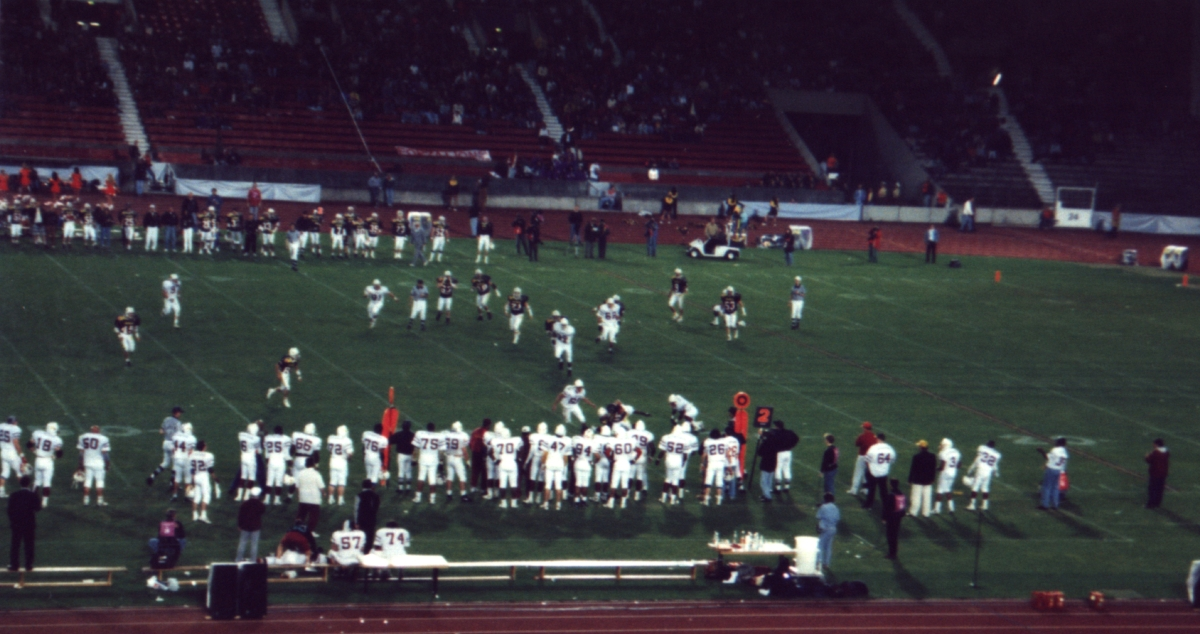
Una fase dell'Eurobowl 1994

## Dettaglio stagioni

### Tornei nazionali

#### Campionato

##### Serie A/A1/Golden League/IFL/Prima Divisione
| Stagione | regular season | regular season | regular season | regular season | regular season | regular season | playoff | playoff | playoff | playoff | playoff | playoff          | playoff             |
|          | Vin            | Par            | Per            | Tot            | PF             | PS             | Vin     | Per     | Tot     | PF      | PS      | risultato        | avversaria          |
| -------- | -------------- | -------------- | -------------- | -------------- | -------------- | -------------- | ------- | ------- | ------- | ------- | ------- | ---------------- | ------------------- |
| 1985     | 3              | 0              | 9              | 12             | 64             | 231            | -       | -       | -       | -       | -       | -                | -                   |
| 1986     | 4              | 0              | 6              | 10             | 136            | 178            | 1       | 1       | 2       | 32      | 22      | Quarti di finale | Rhinos Milano       |
| 1987     | 5              | 0              | 7              | 12             | 173            | 189            | 0       | 1       | 1       | 13      | 35      | Ottavi di finale | Angels Pesaro       |
| 1988     | 5              | 0              | 7              | 12             | 189            | 169            | -       | -       | -       | -       | -       | -                | -                   |
| 1989     | 9              | 0              | 3              | 12             | 235            | 133            | 0       | 1       | 1       | 24      | 27      | Quarti di finale | Saints Padova       |
| 1990     | 9              | 0              | 3              | 12             | 288            | 204            | 0       | 1       | 1       | 7       | 21      | Quarti di finale | Angels Pesaro       |
| 1991     | 8              | 0              | 1              | 9              | 240            | 157            | 1       | 1       | 2       | 74      | 73      | Semifinale       | Phoenix San Lazzaro |
| 1992     | 12             | 0              | 0              | 12             | 449            | 178            | 2       | 1       | 3       | 93      | 91      | Superbowl        | Pharaones Milano    |
| 1993     | 8              | 0              | 2              | 10             | 270            | 167            | 3       | 0       | 3       | 129     | 96      | Campioni         | Gladiatori Roma     |
| 1994     | 5              | 0              | 5              | 10             | 240            | 176            | 1       | 1       | 2       | 63      | 42      | Semifinale       | Rhinos Milano       |
| 1996     | 11             | 0              | 1              | 12             | 428            | 103            | 0       | 1       | 1       | 19      | 21      | Semifinale       | Gladiatori Roma     |
| 1997     | 7              | 0              | 3              | 10             | 267            | 107            | 1       | 1       | 2       | 57      | 51      | Semifinale       | Phoenix Bologna     |
| 1998     | 7              | 0              | 3              | 10             | 303            | 108            | 3       | 0       | 3       | 127     | 60      | Campioni         | Frogs Legnano       |
| 1999     | 8              | 0              | 0              | 8              | 376            | 57             | 2       | 0       | 2       | 97      | 21      | Campioni         | Giants Bolzano      |
| 2000     | 8              | 0              | 0              | 8              | 269            | 64             | 3       | 0       | 3       | 131     | 55      | Campioni         | Giants Bolzano      |
| 2001     | 8              | 0              | 0              | 8              | 407            | 36             | 3       | 0       | 3       | 114     | 44      | Campioni         | Dolphins Ancona     |
| 2002     | 7              | 0              | 0              | 7              | 268            | 34             | 2       | 0       | 2       | 70      | 21      | Campioni         | Dolphins Ancona     |
| 2003     | 8              | 0              | 0              | 8              | 382            | 54             | 2       | 0       | 2       | 92      | 0       | Campioni         | Dolphins Ancona     |
| 2004     | 8              | 0              | 0              | 8              | 276            | 46             | 2       | 0       | 2       | 48      | 28      | Campioni         | Dolphins Ancona     |
| 2005     | 8              | 0              | 0              | 8              | 293            | 62             | 2       | 0       | 2       | 97      | 40      | Campioni         | Warriors Bologna    |
| 2006     | 6              | 0              | 2              | 8              | 210            | 147            | 2       | 0       | 2       | 45      | 18      | Campioni         | Panthers Parma      |
| 2007     | 4              | 0              | 3              | 7              | 280            | 169            | 3       | 0       | 3       | 93      | 76      | Campioni         | Panthers Parma      |
| 2008     | 8              | 0              | 2              | 10             | 380            | 226            | 2       | 0       | 2       | 104     | 89      | Campioni         | Giants Bolzano      |
| 2009     | 6              | 0              | 3              | 9              | 295            | 223            | 0       | 1       | 1       | 21      | 28      | Semifinale       | Giants Bolzano      |
| 2010     | 5              | 0              | 4              | 9              | 270            | 277            | 0       | 1       | 1       | 14      | 27      | Semifinale       | Elephants Catania   |
| 2012     | 3              | 0              | 8              | 11             | 294            | 328            | -       | -       | -       | -       | -       | -                | -                   |
| 2014     | 6              | 0              | 4              | 10             | 242            | 149            | 0       | 1       | 1       | 7       | 55      | Semifinale       | Panthers Parma      |
| 2015     | 3              | 0              | 7              | 10             | 151            | 233            | -       | -       | -       | -       | -       | -                | -                   |
| 2016     | 1              | 0              | 9              | 10             | 184            | 331            | 1       | 0       | 1       | 34      | 7       | Non retrocessi   | Warriors Bologna    |
| 2017     | 5              | 0              | 5              | 10             | 217            | 199            | 0       | 1       | 1       | 7       | 20      | Wild Card        | Giants Bolzano      |
| 2018     | 3              | 0              | 7              | 10             | 174            | 311            | -       | -       | -       | -       | -       | -                | -                   |
| 2019     | 1              | 0              | 7              | 8              | 141            | 275            | -       | -       | -       | -       | -       | Retrocessi       | -                   |
| Totale   | 199            | 0              | 111            | 310            | 8482           | 5237           | 36      | 13      | 49      | 1612    | 1068    |                  |                     |

Fonte: Enciclopedia del Football - A cura di Roberto Mezzetti

##### Serie B/LENAF/Seconda Divisione
| Stagione | regular season | regular season | regular season | regular season | regular season | regular season | playoff | playoff | playoff | playoff | playoff | playoff      | playoff          |
|          | Vin            | Par            | Per            | Tot            | PF             | PS             | Vin     | Per     | Tot     | PF      | PS      | risultato    | avversaria       |
| -------- | -------------- | -------------- | -------------- | -------------- | -------------- | -------------- | ------- | ------- | ------- | ------- | ------- | ------------ | ---------------- |
| 1984     | 8              | 0              | 2              | 10             | 142            | 36             | -       | -       | -       | -       | -       | Co-campioni  | -                |
| 2011     | 7              | 0              | 1              | 8              | 255            | 58             | 3       | 0       | 3       | 100     | 9       | Campioni     | Titans Romagna   |
| 2013     | 8              | 0              | 0              | 8              | 316            | 64             | 2       | 1       | 3       | 62      | 49      | Italian Bowl | Grizzlies Roma   |
| 2021     | 3              | 0              | 3              | 6              | 126            | 137            | -       | -       | -       | -       | -       | -            | -                |
| 2022     | 5              | 0              | 1              | 6              | 144            | 68             | 2       | 1       | 3       | 81      | 79      | SilverBowl   | Skorpions Varese |
| 2023     | 8              | 0              | 0              | 8              | 212            | 73             | 2       | 0       | 2       | 50      | 29      | Campioni     | Aquile Ferrara   |
| 2024     | 2              | 0              | 6              | 8              | 129            | 175            | -       | -       | -       | -       | -       | -            | -                |
| Totale   | 31             | 0              | 7              | 32             | 1324           | 436            | 9       | 2       | 11      | 293     | 166     |              |                  |

Fonte: Enciclopedia del Football - A cura di Roberto Mezzetti

#### Campionati giovanili

##### Under 23
| Stagione | regular season | regular season | regular season | regular season | regular season | regular season | playoff | playoff | playoff | playoff | playoff | playoff    | playoff       |
|          | Vin            | Par            | Per            | Tot            | PF             | PS             | Vin     | Per     | Tot     | PF      | PS      | risultato  | avversaria    |
| -------- | -------------- | -------------- | -------------- | -------------- | -------------- | -------------- | ------- | ------- | ------- | ------- | ------- | ---------- | ------------- |
| 2008     | 3              | 0              | 1              | 4              | 138            | 42             | 0       | 1       | 1       | 8       | 28      | Semifinale | Marines Lazio |
| Totale   | 3              | 0              | 1              | 4              | 138            | 42             | 0       | 1       | 1       | 8       | 28      |            |               |

Fonte: Enciclopedia del Football - A cura di Roberto Mezzetti

##### Under 21
| Stagione | regular season | regular season | regular season | regular season | regular season | regular season | playoff | playoff | playoff | playoff | playoff | playoff          | playoff                  |
|          | Vin            | Par            | Per            | Tot            | PF             | PS             | Vin     | Per     | Tot     | PF      | PS      | risultato        | avversaria               |
| -------- | -------------- | -------------- | -------------- | -------------- | -------------- | -------------- | ------- | ------- | ------- | ------- | ------- | ---------------- | ------------------------ |
| 1990     | ?              | ?              | ?              | ?              | ?              | ?              | ?       | ?       | ?       | ?       | ?       | ?                | ?                        |
| 1991     | ?              | ?              | ?              | ?              | ?              | ?              | -       | -       | -       | -       | -       | -                | -                        |
| 1992     | ?              | ?              | ?              | ?              | ?              | ?              | -       | -       | -       | -       | -       | -                | -                        |
| 1993     | ?              | ?              | ?              | ?              | ?              | ?              | 3       | 0       | 3       | 7+?     | 6+?     | Campioni         | Gladiatori Roma          |
| 1993     | ?              | ?              | ?              | ?              | ?              | ?              | 1+?     | 0       | 1+?     | 14+?    | 7+?     | Campioni         | Gladiatori Roma          |
| 1998     | ?              | ?              | ?              | ?              | ?              | ?              | 2       | 0       | 2       | 41+?    | 0+?     | Campioni         | Rhinos Duchi Milano      |
| 1999     | 3              | 0              | 1              | 4              | 107            | 15             | 0       | 1       | 1       | 6       | 19      | Semifinale       | Duchi Ferrara            |
| 2000     | 4              | 0              | 0              | 4              | 193            | 49             | 3       | 0       | 3       | 103     | 39      | Campioni         | Condors 81ers Grosseto   |
| 2001     | 2              | 0              | 0              | 2              | 104            | 22             | 3       | 0       | 3       | 126     | 22      | Campioni         | Green Hogs Reggio Emilia |
| 2004     | 2              | 0              | 3              | 5              | 156            | 126            | 0       | 1       | 1       | 6       | 29      | Ottavi di finale | Skorpions Varese         |
| 2005     | 0              | 0              | 4              | 4              | 8              | 50             | -       | -       | -       | -       | -       | -                | -                        |
| 2006     | 1              | 0              | 2              | 3              | 26             | 69             | 1       | 1       | 2       | 12      | 34      | Quarti di finale | Green Hogs Reggio Emilia |
| 2007     | 3              | 0              | 1              | 4              | 83             | 42             | 0       | 1       | 1       | 7       | 46      | Quarti di finale | Green Hogs Reggio Emilia |
| 2009     | 3              | 0              | 1              | 4              | 50             | 33             | 0       | 1       | 1       | 12      | 33      | Quarti di finale | Marines Lazio            |
| 2010     | 2              | 0              | 4              | 6              | 89             | 149            | -       | -       | -       | -       | -       | -                | -                        |
| 2011     | 5              | 0              | 1              | 6              | 161            | 78             | 1       | 1       | 2       | 33      | 33      | Quarti di finale | Marines Lazio            |
| 2012     | 6              | 0              | 0              | 6              | 187            | 33             | 0       | 1       | 1       | 32      | 38      | Quarti di finale | Panthers Parma           |
| Totale   | 31+?           | 0+?            | 17+?           | 48+?           | 1264+?         | 666+?          | 15+?    | 7+?     | 22+?    | 399+?   | 306+?   |                  |                          |

Fonte: Enciclopedia del Football - A cura di Roberto Mezzetti

##### Under 20
| Stagione | regular season | regular season | regular season | regular season | regular season | regular season | playoff | playoff | playoff | playoff | playoff | playoff   | playoff                  |
|          | Vin            | Par            | Per            | Tot            | PF             | PS             | Vin     | Per     | Tot     | PF      | PS      | risultato | avversaria               |
| -------- | -------------- | -------------- | -------------- | -------------- | -------------- | -------------- | ------- | ------- | ------- | ------- | ------- | --------- | ------------------------ |
| 1986     | 1              | 0              | 3              | 4              | 34             | 115            | -       | -       | -       | -       | -       | -         | -                        |
| 1987     | 2              | 0              | 3              | 5              | 53             | 35             | -       | -       | -       | -       | -       | -         | -                        |
| 1988     | 2              | 0              | 3              | 5              | 21             | 54             | -       | -       | -       | -       | -       | -         | -                        |
| 1989     | 1              | 0              | 4              | 5              | 15             | 93             | -       | -       | -       | -       | -       | -         | -                        |
| 2002     | 6              | 0              | 0              | 6              | 184            | 68             | 3       | 0       | 3       | 91      | 45      | Campioni  | Green Hogs Reggio Emilia |
| 2003     | 6              | 0              | 0              | 6              | 255            | 31             | 3       | 0       | 3       | 104     | 49      | Campioni  | Barbari Roma Nord        |
| Totale   | 18             | 0              | 13             | 31             | 562            | 396            | 6       | 0       | 6       | 195     | 94      |           |                          |

Fonte: Enciclopedia del Football - A cura di Roberto Mezzetti

##### Under 19
| Stagione | regular season | regular season | regular season | regular season | regular season | regular season | playoff | playoff | playoff | playoff | playoff | playoff          | playoff          |
|          | Vin            | Par            | Per            | Tot            | PF             | PS             | Vin     | Per     | Tot     | PF      | PS      | risultato        | avversaria       |
| -------- | -------------- | -------------- | -------------- | -------------- | -------------- | -------------- | ------- | ------- | ------- | ------- | ------- | ---------------- | ---------------- |
| 1996     | 1              | 0              | 3              | 4              | 23             | 49             | -       | -       | -       | -       | -       | -                | -                |
| 1997     | 1              | 0              | 5              | 6              | 67             | 188            | 0       | 1       | 1       | 7       | 47      | Quarti di finale | Gladiatori Roma  |
| 2013     | 6              | 0              | 0              | 6              | 119            | 15             | 1       | 1       | 2       | 27      | 47      | Quarti di finale | Seamen Milano    |
| 2014     | 4              | 0              | 2              | 6              | 129            | 45             | 1       | 1       | 2       | 39      | 21      | Quarti di finale | Warriors Bologna |
| 2015     | 6              | 0              | 0              | 6              | 260            | 7              | 3       | 0       | 3       | 109     | 20      | Campioni         | Marines Lazio    |
| 2016     | 4              | 0              | 2              | 6              | 140            | 114            | 1       | 1       | 2       | 45      | 33      | Quarti di finale | Seamen Milano    |
| 2017     | 3              | 0              | 3              | 6              | 102            | 112            | 1       | 1       | 2       | 41      | 64      | Quarti di finale | Seamen Milano    |
| 2018     | 3              | 0              | 3              | 6              | 139            | 141            |         |         |         |         |         |                  |                  |
| 2019     | 4              | 0              | 2              | 6              | 121            | 51             | 0       | 1       | 1       | 0       | 48      | Quarti di finale | Seamen Milano    |
| Totale   | 8+?            | 0+?            | 8+?            | 18             | 209+?          | 252+?          | 1       | 2       | 3       | 34      | 84      |                  |                  |

Fonte: Enciclopedia del Football - A cura di Roberto Mezzetti

##### Under 18
| Stagione | regular season | regular season | regular season | regular season | regular season | regular season | playoff | playoff | playoff | playoff | playoff | playoff   | playoff       |
|          | Vin            | Par            | Per            | Tot            | PF             | PS             | Vin     | Per     | Tot     | PF      | PS      | risultato | avversaria    |
| -------- | -------------- | -------------- | -------------- | -------------- | -------------- | -------------- | ------- | ------- | ------- | ------- | ------- | --------- | ------------- |
| 2008     | 3              | 0              | 3              | 6              | 147            | 80             | -       | -       | -       | -       | -       | -         | -             |
| 2009     | 3              | 0              | 1              | 4              | 78             | 27             | 2       | 1       | 3       | 80      | 73      | Finale    | Seamen Milano |
| 2010     | 4              | 0              | 2              | 6              | 144            | 28             | 3       | 0       | 3       | 138     | 47      | Campioni  | Fires Udine   |
| 2011     | 2              | 0              | 4              | 6              | 68             | 121            | -       | -       | -       | -       | -       | -         | -             |
| Totale   | 12             | 0              | 10             | 22             | 437            | 256            | 5       | 1       | 6       | 218     | 120     |           |               |

Fonte: Enciclopedia del Football - A cura di Roberto Mezzetti

##### Under 17
| Stagione | regular season | regular season | regular season | regular season | regular season | regular season | playoff | playoff | playoff | playoff | playoff | playoff   | playoff                |
|          | Vin            | Par            | Per            | Tot            | PF             | PS             | Vin     | Per     | Tot     | PF      | PS      | risultato | avversaria             |
| -------- | -------------- | -------------- | -------------- | -------------- | -------------- | -------------- | ------- | ------- | ------- | ------- | ------- | --------- | ---------------------- |
| 2005     | 2              | 0              | 1              | 3              | 80             | 52             | 2       | 0       | 2       | 40      | 16      | Campioni  | Giants & Wolfz Bolzano |
| 2006     | 2              | 0              | 1              | 3              | 88             | 42             | 3       | 0       | 3       | 91      | 34      | Campioni  | Rangers Sarzana        |
| 2007     | 2              | 0              | 2              | 4              | 74             | 32             | -       | -       | -       | -       | -       | -         | -                      |
| Totale   | 6              | 0              | 4              | 10             | 242            | 126            | 5       | 0       | 5       | 131     | 50      |           |                        |

Fonte: Enciclopedia del Football - A cura di Roberto Mezzetti

#### Tornei EPS

##### Winter League IAAFL
| Stagione | regular season | regular season | regular season | regular season | regular season | regular season | playoff | playoff | playoff | playoff | playoff | playoff     | playoff       |
|          | Vin            | Par            | Per            | Tot            | PF             | PS             | Vin     | Per     | Tot     | PF      | PS      | risultato   | avversaria    |
| -------- | -------------- | -------------- | -------------- | -------------- | -------------- | -------------- | ------- | ------- | ------- | ------- | ------- | ----------- | ------------- |
| 2018     | 4              | 0              | 1              | 5              | 64             | 30             | 0       | 1       | 1       | 12      | 18      | Winter Bowl | M-Unit Verona |
| Totale   | 4              | 0              | 1              | 5              | 64             | 30             | 0       | 1       | 1       | 12      | 18      |             |               |

Fonte: Enciclopedia del Football - A cura di Roberto Mezzetti

### Tornei internazionali

#### European Football League (1986-2013)
| Stagione | regular season | regular season | regular season | regular season | regular season | regular season | playoff | playoff | playoff | playoff | playoff | playoff          | playoff             |
|          | Vin            | Par            | Per            | Tot            | PF             | PS             | Vin     | Per     | Tot     | PF      | PS      | risultato        | avversaria          |
| -------- | -------------- | -------------- | -------------- | -------------- | -------------- | -------------- | ------- | ------- | ------- | ------- | ------- | ---------------- | ------------------- |
| 1994     | -              | -              | -              | -              | -              | -              | 2       | 1       | 3       | 71      | 64      | Finale           | London Olympians    |
| 1999     | 2              | 0              | 0              | 2              | 101            | 65             | 0       | 1       | 1       | 14      | 28      | Quarti di finale | Frogs Legnano       |
| 2000     | 4              | 0              | 0              | 4              | 213            | 57             | 2       | 0       | 2       | 104     | 76      | Campione         | Hamburg Blue Devils |
| 2001     | 4              | 0              | 0              | 4              | 174            | 48             | 3       | 0       | 3       | 90      | 37      | Campione         | Vienna Vikings      |
| 2002     | 2              | 0              | 0              | 2              | 88             | 6              | 3       | 0       | 0       | 95      | 47      | Campione         | Braunschweig Lions  |
| 2003     | 2              | 0              | 0              | 2              | 104            | 24             | 0       | 1       | 1       | 33      | 34      | Semifinale       | Vienna Vikings      |
| 2004     | 2              | 0              | 0              | 2              | 91             | 21             | 1       | 1       | 2       | 75      | 72      | Finale           | Vienna Vikings      |
| 2005     | 2              | 0              | 0              | 2              | 73             | 40             | 1       | 1       | 2       | 48      | 56      | Finale           | Vienna Vikings      |
| 2006     | 1              | 0              | 1              | 2              | 65             | 26             | -       | -       | -       | -       | -       | -                | -                   |
| 2007     | 1              | 0              | 1              | 2              | 68             | 36             | -       | -       | -       | -       | -       | -                | -                   |
| 2008     | 2              | 0              | 0              | 2              | 101            | 71             | 0       | 0       | 1       | 32      | 51      | Quarti di finale | Vienna Vikings      |
| 2009     | 1              | 0              | 1              | 2              | 68             | 59             | -       | -       | -       | -       | -       | -                | -                   |
| 2010     | 1              | 0              | 1              | 2              | 30             | 51             | -       | -       | -       | -       | -       | -                | -                   |
| Totale   | 24             | 0              | 4              | 28             | 1176           | 504            | 12      | 5       | 17      | 562     | 465     |                  |                     |

Fonte: Enciclopedia del Football - A cura di Roberto Mezzetti

#### AFLE
| Stagione | regular season | regular season | regular season | regular season | regular season | regular season | playoff | playoff | playoff | playoff | playoff | playoff         | playoff                  |
|          | Vin            | Par            | Per            | Tot            | PF             | PS             | Vin     | Per     | Tot     | PF      | PS      | risultato       | avversaria               |
| -------- | -------------- | -------------- | -------------- | -------------- | -------------- | -------------- | ------- | ------- | ------- | ------- | ------- | --------------- | ------------------------ |
| 1995     | 7              | 0              | 1              | 8              | 232            | 178            | 0       | 1       | 1       | 0       | 14      | Euro Super bowl | Stockholm Nordic Vikings |
| Totale   | 7              | 0              | 1              | 8              | 232            | 178            | 0       | 1       | 1       | 0       | 14      |                 |                          |

Fonte: Enciclopedia del Football - A cura di Roberto Mezzetti

## Palmarès
- 12 ItalianBowl (Campioni d'Italia) (Record): 1993, 1998, 1999, 2000, 2001, 2002, 2003, 2004, 2005, 2006, 2007, 2008.
- 1 SilverBowl FIDAF: 2023
- 1 Italian Bowl LENAF: 2011
- 3 Eurobowl (Campioni d'Europa): 2000, 2001, 2002.
- 1 Champions League: 2000.
- 1 Campionato Flag Football Femminile: 2025
- Record d'imbattibilità nel Campionato italiano: 73 partite (1998-2006).
- Record d'imbattibilità in Europa: 60 partite (1999-2003).

## MVP
- Scott Whitehouse, MVP del XIII Superbowl italiano
- Daniel Crowley, MVP del XVIII Superbowl italiano
- Tyrone Rush, MVP del XIX e del XX Superbowl italiano
- Matteo Soresini, MVP del XXI Superbowl italiano
- Peter Sangenette, MVP del XXIII Superbowl italiano
- Keith Bartynski, MVP del XXIV Superbowl italiano
- Mike Ceroli, MVP del XXV Superbowl italiano
- Jabari Johnson, MVP del XXVI Superbowl italiano
- Donald Allen jr, MVP del XXVII Superbowl italiano
- Luca Aldrighetti, MVP del XXIX SilverBowl italiano
- Vittoria Zani: MVP F3 2025